# منظمة أصوات النساء الآن
تأسست المنظمة الأمريكية غير الهادفة للربح «أصوات النساء الآن» (Women's Voices Now WVN) عام 2010 على أيدي المحامي كاتينكا تاباكارو (Catinca Tabacaru) والخَيّر ليزلي ساكس (Leslie Sacks)، وتهدف إلى الدفاع عن حقوق المرأة بإعداد أفلام ذات طابع اجتماعي مؤثر، وتنظيم مهرجانات للأفلام القصيرة على الإنترنت، وبعض الأنشطة الأخرى؛ وكل هذا تأكيداً على رؤيتها في أن تصبح أصوات النساء مسموعًة في العالم بأكمله وتعزيز حريتهن في التعبير والنضال من أجل الحصول على حقوقهن المدنية والاقتصادية والسياسية والمساواة بين الجنسين. وقامت المنظمة أيضا بعمل مكتبة أرشيفية للأفلام والدوريات المنشورة والبرامج التعليمية وورش العمل والتدريب مع توفير منح دراسية.

## تاريخ المهرجان
تأسست المنظمة في عام 2010، وأقيم أول مهرجان سينمائي لها في عام 2011. كل مهرجان له موضوع؛ كان موضوع المهرجان الأول «أصوات النساء من العالم الإسلامي: مهرجان أفلام قصيرة». يحتوي المهرجان على أكثر من 200 فيلم تم تقديمه من أكثر من 40 دولة يعرضون ما هو شكل حياة النساء في العالم الإسلامي. كان موضوع مهرجان عام 2014 هو «المرأة التي تم شراؤها وبيعها: أصوات متحدة ضد العنف». أقيمت المهرجانات الثالثة والرابعة والخامسة في 2016 و 2017 و 2018 على التوالي، مع كل من الخامس والسادس في عام 2019. وكان لكل مهرجان سينمائي فائزين لستة فئات رئيسية. الفئات هي جائزة ليزلي ساكس الكبرى لأفضل فيلم شامل؛ أفضل فيلم وثائقي أفضل فيلم وثائقي قصير أفضل قصة قصيرة أفضل فيلم تجريبي؛ واختيار الجمهور للفئات الأربع الأخيرة. تشمل جوائز بعض الفئات ما يلي: 3000 دولار لجائزة ليزلي ساكس الكبرى، و 2000 دولار للفائز في فئة أفضل فيلم وثائقي، و 1000 دولار للفائزين في فئة أفضل فيلم وثائقي قصير وأفضل فيلم تجريبي. يحصل الفائزون على جائزتهم بمجرد إلقاء خطاب القبول الخاص بهم إلى صوت المرأة الآن. يوافق المشاركون في المهرجان على المشاركة في المهرجان عبر الإنترنت، ويقدمون الخلاصة النهائية دون أي إعلانات (مع ترجمات إذا لزم الأمر، لأن اللغة الرسمية للمهرجان هي اللغة الإنجليزية). يجب أن يشتمل التحميل والإرسال على نسخة رقمية عالية الدقة من الفيلم، إلى جانب ثلاثة لقطات، ملصق والإعلان الخاص بالفيلم. إذا فاز المشارك، يجب أن يسمح بعرض فيلمه في الحدث الختامي للمهرجان، والسماح بأن يكون متاحًا على الموقع الإلكتروني. يجب أن تكون الأفلام حول النساء (بما في ذلك النساء المتحولات جنسيا) والقضايا التي يواجهنها في المجتمع اليوم. وليكون مؤهلاً يجب على صانعي الأفلام أن يضمنوا أن الفيلم بالكامل هو من محتواهم الخاص، ويجب أن يوافق كل من في الفيلم على تصويره. تختلف الأفلام في الطول نظرًا لعدم وجود قيود زمنية.

## برامج أخرى
وبالإضافة إلى مهرجان السينما السنوي، تستضيف «صوت المرأة الآن» أرشيفًا على الإنترنت لأفلام المهرجانات، بالإضافة إلى منشور إلكتروني يسمى The WVoice. مثل مهرجان الأفلام حيث تركز WVoice على حقوق المرأة الدولية وأصواتها. وهي تنشر مجموعة من الأعمال المكتوبة والسمعية والبصرية والتي توثق قصص المرأة وقضاياها حيث تعمل على تثقيف وتعزيز الصلات والختلافات الثقافية، كما تشجع وتؤيد حقوق المرأة وتشمل الإدخالات الموجزة عمومًا المقالات والمقابلات والنثر والقصص القصيرة والشعر والمقالات المصورة ومقالات الفيديو التي تقل مدتها عن خمس دقائق. وأخيرًا تدير منظمة صوت المرأة الآن ورش عمل وبرامج تدريبية حول ما يفعلونه بمهرجاناتهم السينمائية وكيفيفة دعم الدعوة لحقوق المرأة.

## الفائزون بمهرجان الفيلم لعام 2011
| الفئة       | العنوان                            | المخرج                     | البلد         | سنة الانتاج |
| ----------- | ---------------------------------- | -------------------------- | ------------- | ----------- |
| وثائقي      | Half Value Life                    | Alka Sadat                 | افغانستان     | 2009        |
|             | Breaking the Silence               | Ammar Basha                | اليمن         | 2009        |
|             | Thorns and Silk                    | Paulina Tervo              | الضفة الغربية | 2009        |
| روائي       | Again Life                         | Hassan Fazeli              | افغانستان     | 2009        |
|             | Francais Langue Etrangere          | Kartik Singh               | اليمن         | 2009        |
|             | Sunglasses                         | Mustafa Kia                | افغانستان     | 2009        |
| تجريبي      | Basita                             | Laila Hotait               | لبنان         | 2010        |
|             | It is Written                      | Mostafa Heravi             | هولندا        | 2006        |
|             | 1700% Project: Mistaken for Muslim | Anida Yoeu Ali             | امريكا        | 2010        |
| فيلم الطالب | Jazbaa: A Strong Will              | Rama Barhat                | الهند         | 2010        |
|             | Male and Female                    | Ahmed Adel                 | مصر           | 2010        |
|             | The Unveiled                       | Ola Diab and Shereena Qazi | قطر           | 2009        |

## الفائزون بمهرجان الفيلم لعام 2014
| الفئة       | العنوان                                    | المخرج                          | البلد     | عام الإنتاج |
| ----------- | ------------------------------------------ | ------------------------------- | --------- | ----------- |
| وثائقي      | Breaking the Silence: Moroccans Speak Out! | GlobalGirl Media                | المغرب    | 2013        |
|             | Mohtarama                                  | N/A                             | N/A       | N/A         |
|             | In the name of tradition                   | May El Hossamy                  | مصر       | 2013        |
| روائي       | Swap                                       | Sayed Masoud Islami             | أفغانستان | 2013        |
|             | Aabida                                     | Maaria Syed                     | الهند     | 2013        |
|             | The virginity minarets                     | Farhad Rezaee                   | أفغانستان | 2013        |
| تجريبي      | Take care                                  | Afrooz Nasersharif              | إيران     | 2013        |
|             | Get along                                  | Parya Vatankhah                 | إيران     | 2013        |
|             | The reflex                                 | Ali Mousavi and Hussein Mousavi | أفغانستان | 2013        |
| فيلم الطالب | Behind The Wheel                           | Elise Laker                     | طاجيكستان | 2013        |
|             | Blobfish                                   | Ugur Ferhat Kormaz              | تركيا     | 2013        |
|             | ملحمة من ميدان التحرير                     | نور زكي                         | مصر       | 2014        |

## الفائزون بمهرجان الفيلم لعام 2017
| الفئة                   | العنوان                   | المؤلف | البلد           | سنة الإنتاج |
| ----------------------- | ------------------------- | --- | --------------- | ----------- |
| جائزة ليزلي ساكس الكبرى | Masoumeh                  | Sona Moghadam | إيران           | 2015        |
| أفضل فيلم وثائقي        | Profession: Documentarist | Shirin Barghnavard, Firouzeh Khosrovani, Farahnaz Sharifi, Mina Keshavarz, Sepideh Abtahi, Sahar Salahshour, Nahid Rezaei | إيران           | 2015        |
| أفضل فيلم وثائقي قصير   | Women of Fukushima        | Paul Johannessen & effrey Jousan                                                                                          | اليابان         | 2012        |
| أفضل قصة قصيرة          | Leeches                   | Payal Sethi | الهند           | 2016        |
| أفضل فيلم تجريبي        | Borders                   | Elizabeth Mizon | المملكة المتحدة | 2015        |
| اختيار الجمهور          | Save Gangamaya            | Gopal Shivakoti | نيبال           | 2016        |
|                         | Auto driver               | Meena Longjam | الهند           | 2015        |
|                         | I Don’t Like Her          | Javad Daraei | إيران           | 2016        |
|                         | Memory of a Heart         | Tribeny Rai | الهند           | 2016        |

## الفائزون بمهرجان الفيلم لعام 2018
| الفئة                   | العنوان                             | المخرج                        | البلد   | سنة الانتاج |
| ----------------------- | ----------------------------------- | ----------------------------- | ------- | ----------- |
| جائزة ليزلي ساكس الكبري | Qandeel                             | Saad Khan and Tazeen Bari     | باكستان | N/A         |
| أفضل فيلم وثائقي        | Hauntings in the Archive!           | Nina Hoechtl and Julia Wieger | N/A     | N/A         |
| أفضل فيلم وثائقي قصير   | Kayayo, the Living Shopping Baskets | Mari Bakke Riise              | غانا    | N/A         |
| أفضل قصة قصيرة          | Sea Child                           | Minha Kim                     | N/A     | 2015        |
| أفضل فيلم تجريبي        | The First of the Free Girls         | Alexandra Velasco             | N/A     | N/A         |
| اختيار الجمهور          | Ballad for Syria                    | Eda Elif Tibet                | N/A     | N/A         |
|                         | Kayan: Beyond the Rings             | Marko Randelovic              | N/A     | N/A         |
|                         | Aver                                | Felicia Villarreal            | N/A     | N/A         |
|                         | Beauty Fear Violence                | Anouk Phéline                 | N/A     | N/A         |